# Peștera Liliecilor din Cheile Carașului
Peștera Liliecilor este situată pe Cheile Carașului, în apropiere de comuna Carașova, Caraș-Severin. 
Peștera nu este întreținută de autoritațile locale și de aceea nu sunt formațiuni oficial recunoscute și stalactitele și stalagmitele care au existat cândva au fost rupte de turiști lipsiți de respect.

## Acces
Accesul în peșteră se face printr-o gaură cu diametru de aproximativ 10 metri, fiind necesară traversarea râului Caraș prin apă (apa nu depășește lungimea picioarelor ca adâncime) și cățărarea unui perete de stâncă de aproximativ 4-5 metri. Pentru alpiniștii amatori accesul în peșteră se poate face și coborând de deasupra peșterii.

## Traseu
Pentru a ajunge la peșteră trebuie să mergeți în Carașova dupa care porniți pe sub podul de deasupra comunei către chei. Urmariți traseul marcat cu bandă albastră între 2 benzi albe și dupa 1/2-1 ore ajungeți la peșteră.